# Johannes Nothin
Johannes Nothin, född den 9 april 1846 i Hinneryds socken, Kronobergs län, död den 12 april 1920, var en svensk präst. Han var far till Torsten Nothin.
Nothin blev student vid Uppsala universitet 1870 och prästvigdes 1873. Han blev komminister i Ölmstad 1876 och i Voxtorp 1882 samt kyrkoherde i Fryele 1892.